# صفدر هاشمی
صفدر هاشمی (انگلیسی: Safdar Hashmi); (۱۲ آوریل ۱۹۵۴ – ۲ ژانویهٔ ۱۹۸۹) یک کارگردان و نمایشنامه نویس دارای گرایش کمونیستی بود که بیشتر به خاطر کارهای تئاتر خیابانی در هند معروف است. او همچنین کارگردان، ترانه‌سرا و نظریه‌پرداز بود که هنوز هم به عنوان شخص صاحب نظر مقتدر در تئاتر سیاسی هند مطرح است. صفدر از فعالان اتحادیه دانشجویان هند (اس اف آی) بود.
صفدر هاشمی یکی از اعضاء مؤسس جانا ناتیا منچ (پیشتاز تئاتر مردمی، به اختصار جی ای ان ای ام) در سال ۱۹۷۳ بود، که از انجمن تئاتر مردمی هند (آی پی تی ای)، نشأت گرفته بود. او در سال ۱۹۸۹، هنگامی که در جانداپور، در حال اجرای نمایش خیابانی صدایت را بالا ببر (به هندی: Halla Bol) بود، به قتل رسید.

## زندگی شخصی
صفدر هاشمی در روز ۱۲ آوریل ۱۹۵۴، از پدر و مادری به نام حنیف و قمر آزاد هاشمی به دنیا آمد. او دوران ابتدایی زندگی خود را در دهلی و علیگر گذراند، به نحوی که در یک محیط زندگی مارکسیست لیبرال رشد کرد و تحصیلات خود را در دهلی به پایان رساند. صبا آزاد، بازیگر هندی خواهر زاده او است.
صفدر مدرک دانشگاهی خود را در رشته ادبیات انگلیسی از کالج سنت استفان، دهلی دریافت کرد و تحصیلات کارشناسی ارشد فعالیت‌های هنری در انگلیسی را در دانشگاه دهلی به پایان رساند. طی این دوره، او به واحد فرهنگی اتحادیه دانشجویان هند، شاخه دانشجویی حزب کمونیست هند (مارکسیست)، و در نهایت هم به انجمن نئاتر مردمی هند (آی پی تی ای) پیوست. در قبل و بعد از فارغ‌التحصیلی، در کنار انجمن تئاتر مردمی هند بر روی چند نمایش همچون کیملش (Kimlesh) و دخته لنا (Dekhte Lena) کار کرد.

## حرفه و فعالیت
هاشمی در سال ۱۹۷۳، جانا ناتیا منچ (پیشتاز تئاتر مردمی) را با حروف اختصار جی ای ان ای ام (JANAM) (به معنی «تولد» در زبان هندی) تأسیس کرد. جی ای ان ای ام (JANAM) از انجمن تئاتر مردمی هند (آی پی تی ای)، نشأت گرفته بود و با حزب کمونیست هند (مارکسیست) مرتبط بود که صفدر در دههٔ ۱۹۷۰ نقش فعالی در آن داشت. هنگامی که ایندیرا گاندی، نخست‌وزیر وقت هند به تبانی در انتخابات متهم شد، هاشمی در واکنش به این موضوع نمایش خیابانی کرسی، کرسی، کرسی (صندلی، صندلی، صندلی) را اجرا کرد. این نمایش روایت پادشاهی را بازگو می‌کند که هنگام تحویل قدرت به فرد برگزیده دیگری، تخت پادشاهی هم همراه با او به حرکت در می‌آید. این نمایش به مدت یک هفته هر روز، در بوت کلوب لاونز در دهلی نو به اجرا درآمد که در آن زمان مرکز فعالیت‌های سیاسی بود. این اجرا یک نقطه تحولی برای جی ای ان ای ام (JANAM) بود.
تا سال ۱۹۷۵، جی ای ان ای ام (JANAM) اجراهایی را در محوطه‌های فضای باز ویژه و نمایش خیابانی را برای مخاطبان زیاد خود انجام داد. هنگامی که ایندیرا گاندی، وضعیت اضطراری را اعمال کرد و اجرای تئاتر سیاسی با محدودیت مواجه شد، هاشمی در دانشگاه‌هایی از گرهوال، کشمیر و دهلی شروع به تدریس ادبیات انگلیسی کرد.
بعد از خاتمه وضعیت اضطراری در سال ۱۹۷۷، او فعالیت سیاسی خود را دوباره آغاز کرد و در سال ۱۹۷۸، جی ای ان ای ام (JANAM) اجرای تئاتر خیابانی با نام ماشین را در گسترهٔ وسیعی بر عهده گرفت و در روز ۲۰ نوامبر ۱۹۷۸، این نمایش را برای انجمن اتحادیهٔ صنفی بیش از ۲۰۰٬۰۰۰ کارگر اجرا کرد. او این مسیر را با اجراهای نمایش‌هایی دربارهٔ تنگدستی دهقانان خرده‌پا (نمایش از روستاها به سوی شهر (Gaon Se Shahar Tak))، دربارهٔ فاشیسم روحانیون (نمایش از برادری قاتل و آدم‌ربا (Hatyare & Apharan Bhaichare Ke))، دربارهٔ بیکاری (نمایش ده میلیون نوجوان (Teen Crore)) دربارهٔ خشونت علیه زنان (نمایش عورت (Aurat)) و دربارهٔ گرانی (نمایش تقلب از دی تی سی (DTC ki Dhandhli)) ادامه داد. هاشمی هم چنین چند مستند و یک سریال، از جمله گل در شکوفه (Khilti Kaliyan) که به بررسی توانمند سازی روستاییان می‌پردازد را برای رسانهٔ دوردارشان تولید کرد. او همچنین تعدادی کتاب برای خردسالان و دربارهٔ نقد صحنه نمایش هند نوشت.
هاشمی، گرداننده عملی جی ای ان ای ام (JANAM) بود و قبل از مرگش حدود ۴٬۰۰۰ اجرا از ۲۴ نمایش را به انجام رساند که به‌طور عمده در محله‌های کارگر نشین، کارخانجات و کارگاه‌ها به نمایش درآمدند.
هاشمی عضو حزب کمونیست هند (مارکسیست)، بزرگ‌ترین حزب کمونیست در هند بود. در سال ۱۹۷۹، او با هم حزبی و بازیگر تئاتر خود، مولویشری ازدواج کرد. مدتی بعد، به عنوان روزنامه‌نگار برای پرس تراست آف ایندیا و ایکانامیک تایمز کار کرد و بعد متصدی اطلاع‌رسانی مطبوعات حکومت بنگال غربی در دهلی شد. در سال ۱۹۸۴، شغل خود را رها کرد و تمام وقت خود را به فعالیت سیاسی اختصاص داد.

## مرگ
در روز ۱ ژانویه ۱۹۸۹، در خلال برگزاری انتخابات شهرداری قاضی‌آباد در روستای جانداپور صاحب‌آباد (نزدیک دهلی)، گروه بازیگران جی ای ان ای ام (JANAM) نمایش خیابانی صدایت را بالا ببر (به هندی: Halla Bol) را اجرا کرد. در هنگام اجرای نمایش، گروه بازیگران مورد حمله عوامل کنگره ملی هند قرار گرفت. به دنبال این حمله، صفدر هاشمی به شدت مجروح شد و روز بعد درگذشت. دو روز بعد از کشته شدن هاشمی، در روز ۴ ژانویه ۱۹۸۹، مولویشری همسر هاشمی به همراه گروه بازیگران به همان محل برگشتند و با جسارت کامل نمایش را تا پایان اجرا کردند.
چهارده سال بعد از این رخداد، دادگاه قاضی آباد ده فرد، از جمله موکش شرما عضو حزب کنگره را به خاطر این قتل گناهکار شناخت.

## میراث
هاشمی به نماد مقاومت فرهنگی در برابر اقتدارگرایی برای طیف ایدئولوژی چپگرای هند تبدیل شد. جی ای ان ای ام (JANAM) به فعالیت نمایش خود ادامه داد و در روز ۱۲ آوریل ۲۰۱۲ مقارن با روز تولد هاشمی، این گروه استودیو صفدر را افتتاح کرد که محل اجرای نمایش و کارگاه آموزشی در شادی خامپور، پاتیل نگر در مرکز دهلی بود. این مکان در مجاورت کتابفروشی و کافه طیف چپگرا، روز مه (May Day) است. نویسنده بیشام ساهنی، همراه با تعداد زیادی از هنرمندان در ماه فوریه ۱۹۸۹ به عنوان یک پلت فرم باز برای هنرمندان آگاه سیاسی و اجتماعی، تراست یادبود صفدر هاشمی (اس ای اچ ام ای تی (SAHMAT)) را تأسیس کرد. مدتی بعد دست نوشته‌های هاشمی تحت عنوان حق اجرا: منتخبی از نوشته‌های صفدر هاشمی (دهلی نو، ۱۹۸۹) گردآوری شد.
هر سال در روز ۱ ژانویه، روز یادبود صفدر هاشمی تحت عنوان «روز اراده» (Day of Resolve) توسط (اس ای اچ ام ای تی (SAHMAT)) برگزار می‌شود و همایش فرهنگی یکروزه ای تحت عنوان «جشن داورا» (Jashn-e-Daura) سازمان دهی می‌شود. این روز همچنین توسط جی ای ان ای ام (JANAM) با برگزاری نمایش‌های خیابانی در روستای جانداپور در صاحب‌آباد، جایی که او به قتل رسید، گرامی داشته می‌شود.
فیلم عشق خوبه ساختهٔ سوندار سی محصول ۲۰۰۳ و فیلم صدایت را بالا ببر ساختهٔ راجکومار سانتوشی محصول سال ۲۰۰۸، از دوران زندگی او الهام گرفته شده است. فیلم دومی، همچنین صحنه ای را به تصویر کشیده است که یک فعال تئاتر خیابانی توسط افرادی که توسط یک حزب سیاسی اجیر شده‌اند مورد ضرب و شتم قرار می‌گیرد، واقعه ای که باعث شورش همگانی می‌شود.
در سال ۱۹۸۹، نقاش برجستهٔ هندی مقبول فدا حسین تابلوی «تکریم هاشمی» را در مزایده به مبلغی بیش از یک میلیون دلار به فروش رساند و اولین بار بود که تابلوی نقاشی یک هنرمند هندی به این مبلغ ارزش گذاری شده بود.
در سال ۲۰۲۰ کتابی تحت عنوان صدایت را بالا ببر: زندگی و مرگ صفدر هاشمی نوشتهٔ سودانوا دشپانده منتشر شد که رخدادهای منجر به حمله به اجرای نمایش صدایت را بالا ببر جانا ناتیا منچ در روز ۱ ژانویه ۱۹۸۹ در جانداپور، که طی آن هاشمی آسیب‌های مهلکی دید، را بازگو می‌کند. این کتاب همچنین به فعالیت صفدر در جانا ناتیا منچ می‌پردازد.
خیابانی در مندی هاوس، دهلی نو به یاد صفدر هاشمی نامگذاری گردید.

## پیوند بیرونی
- صفدر هاشمی در بانک اطلاعات اینترنتی فیلم‌ها (IMDb)
- Official website of Jan Natya Manch, 'JANAM'